# Towazugatari
Das Towazugatari (jap. とはずがたり, wörtlich: „Eine unerbetene Erzählung“) ist eine höfische Erzählung der japanischen Kamakura-Zeit. Sie wurde zu Beginn des 14. Jahrhunderts von der Hofdame Nijō (女房二条, Nyōbō Nijō) verfasst und schildert episodisch mehrere Jahrzehnte ihres Lebens, vom Beginn ihrer Zeit als Hofdame am kaiserlichen Hof in Kyōto bis zu ihrer 20-jährigen Wanderschaft als buddhistische Nonne.

## Handlung
Nijō wurde in eine Familie geboren, die ihm Ruf stand, hohe literarische Fähigkeiten zu besitzen. Sie wuchs am kaiserlichen Hof in Kyōto auf, wo ihr Vater und Großvater bedeutende Ämter bekleideten. Mit 14 Jahren wurde sie 1271 Konkubine des 15 Jahre älteren, ehemaligen Kaisers Go-Fukakusa. Durch den Tod ihres Vaters innerhalb der folgenden zwei Jahre hatte sie niemanden, der sie darin unterstützen konnte, seine Hauptgemahlin zu werden. Dadurch hing ihre Position bei Hofe gänzlich vom Wohlwollen Go-Fukakusas ab.
Obwohl Nijō neben Go-Fukakusa noch mindestens zwei weitere Liebhaber hatte, schien er sich jedoch weniger daran zu stören als vielmehr seinen voyeuristischen Ambitionen nachzugehen. Mit 25 hatte sie vier Kinder: eines mit Go-Fukakusa, drei weitere von zwei Geliebten, von denen sie eines verheimlichte. Aufgrund ihrer Reputation und (vermutlich) unwahrer Gerüchte wurde sie 1283 auf Betreiben der Gattin Go-Fukakusas, aber auch mit dessen Zustimmung des kaiserlichen Hofes verwiesen.
Die Erzählung springt hier in das Jahr 1289 (vermutlich fehlen Teile des Buches), in dem sie bereits buddhistische Nonne geworden ist. Verhältnismäßig arm verbringt sie mehr als 20 Jahre lang auf Pilgerschaft, rekapituliert ihre Vergangenheit und schreibt ihre Gedanken über Dinge auf, die sie erlebt hat und über Menschen, die sie kennengelernt hat. Der Text endet 1306 mit ihrem 49. Lebensjahr.
Die zu Beginn naive, nur nach außen hin weltklug und erwachsen erscheinende junge Frau entwickelt sich im Verlaufe der Erzählung zu einer weiseren, reflektierten Person.

## Rezeption
Nijō schrieb die fünfteilige Erzählung vermutlich nach dem Tode ihres Patrons Go-Fukakusa, zwischen 1304 und 1307 nieder. Buch 1 bis 3 deckt die Zeit am Hof ab, 4 und 5 die ihrer Wanderschaft. Der Text hat die Form eines Tagebuchs bzw. eines Pilgerberichts.
Das Towazugatari fand vermutlich deswegen keine weite Verbreitung, da es historische Persönlichkeiten und das Geschehen am Hofe teilweise in unvorteilhaften Licht erscheinen lässt. Nur ein Manuskript überdauerte unbemerkt in der kaiserlichen Bibliothek, wo es erst 1940 von Yamagishi Tokuhei entdeckt wurde, der es 1950 verlegte. 1966 erschien die erste annotiert Ausgabe, 1973 und 1974 die ersten deutschen und englischen Übersetzungen.